# Elli Marcus
Elli Marcus (* 6. Dezember 1899 in Berlin; † 8. August 1977 in New York City) war eine deutsche und US-amerikanische Theaterfotografin.

## Leben
1918 eröffnete Elli Marcus in Berlin ihr erstes Fotostudio und spezialisierte sich auf Mode- und Werbefotografie. Außerhalb ihres Ateliers arbeitete sie hauptsächlich als Film- und Theaterfotografin.
Nach Hitlers Machtergreifung im Jahr 1933 emigrierte die früh verwitwete Jüdin 1934 mit ihrem Sohn nach Paris, wo sie ein weiteres Fotoatelier eröffnete. Als die Nationalsozialisten später auch Frankreich besetzten, floh sie im März 1941 nach New York. In Hollywood fotografierte sie Marlene Dietrich und andere damalige Stars.
Unter ihren Schülerinnen und Schülern sind Rosemarie Clausen und Fred Erismann hervorgetreten.